# Éliciteur

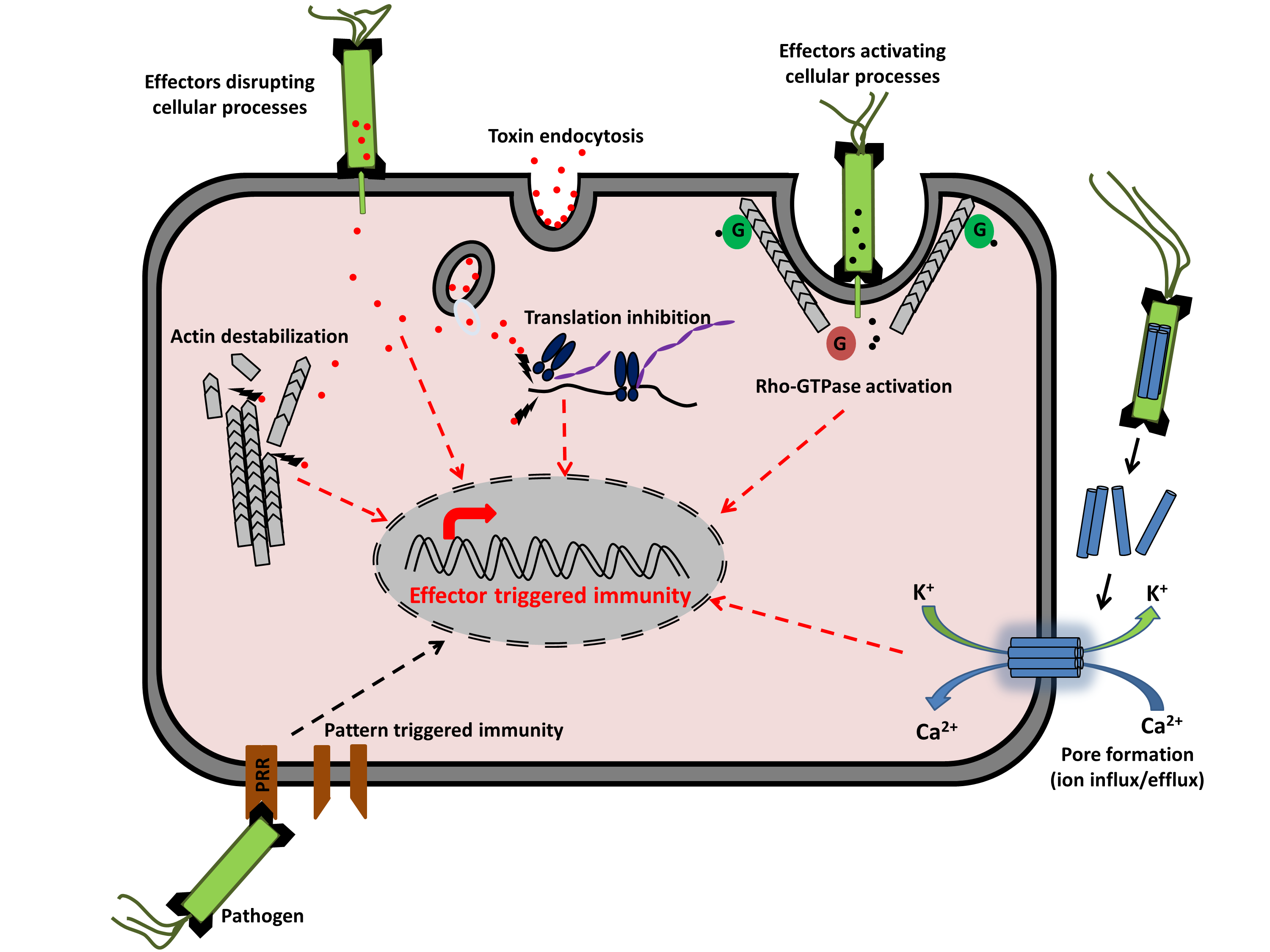
Dans le système immunitaire inné des plantes induit par les phytopathogènes, la flagelline est un éliciteur bactérien.

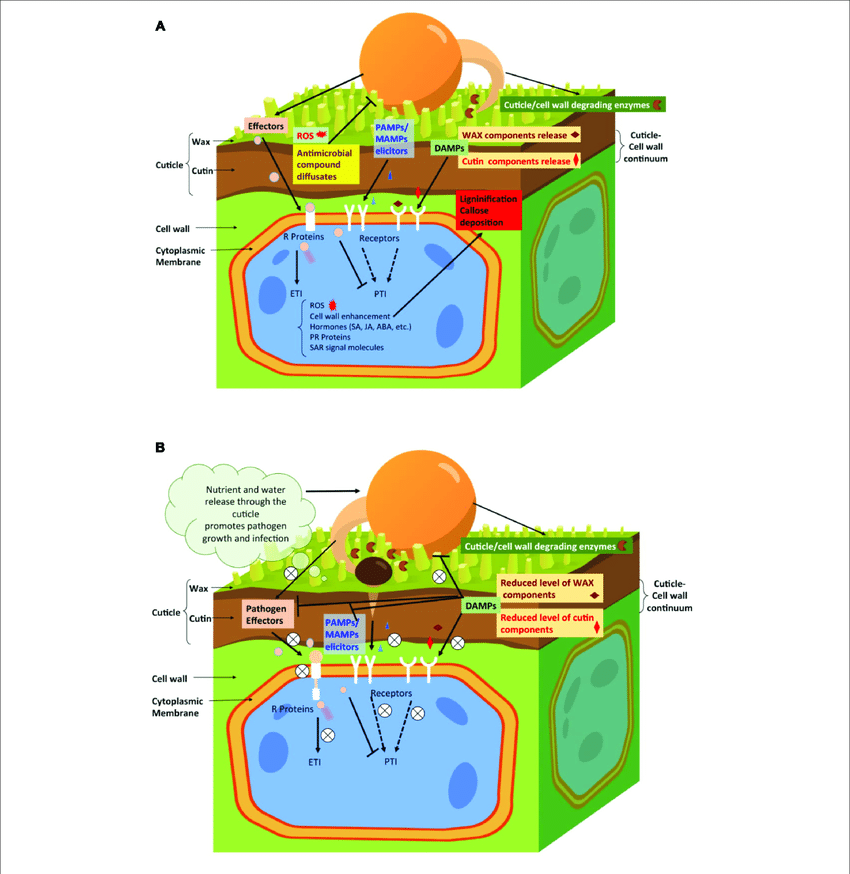
Modèle hypothétique représentant l'implication de la cuticule au cours des interactions plante/agent pathogène. (A) plante résistante aux maladies, (B) plante-hôte susceptible aux infections des pathogènes.
Légende : éliciteurs généraux du pathogène PAMPs/MAMPs, éliciteurs spécifiques ou effecteurs issus des pathogènes spécifiques, intervenant dans le système immunitaire inné PTI et ETI ; ROS, hormones (SA, JA, ABA), protéines PR, molécules de signalisation SAR.

En pathologie végétale, un éliciteur (mot issu du verbe anglais to elicit, lui-même issu du latin elicere, signifiant « provoquer » ou « induire ») est une molécule « signal » produite par un agent phytopathogène ou un ravageur, qui se lie de façon spécifique à des récepteurs membranaires d'une plante et induit chez elle la stimulation de gènes de défense qui conduisent à la production de phytoalexines (composés phénoliques, terpénoïdes ou polyacétylènes) et de protéines PR PPR (inhibiteurs de protéase, enzymes lytiques telles que des chitinases, glucanases, endopeptidases…) et par extension, des molécules qui déclenchent les mécanismes de résistance des plantes aux maladies avec production de substances défensives,.
Cette molécule est un stimulateur des défenses naturelles (SDN) de la plante, appelé aussi stimulateur de défense des plantes (SDP). Elle peut provenir d'organismes vivants (PAMPs), salive des insectes, phytopathogène telle β-glucanes et la chitine issus de la paroi des champignons, ou des oligogalacturonides dérivés de la pectine des parois des cellules végétales (Kauffmann et al, 1999). Mais elles peuvent provenir également de végétaux telle la laminarine, provenant d'une algue ou encore des molécules chimiques qui induisent (induction appelée élicitation) une réaction de défense de la plante par mimétisme de molécules phytopathogènes.
Les éliciteurs induisent plusieurs voies de signalisation cellulaire qui agissent via une action de régulation dans l'expression des gènes impliqués dans la production de composés organiques volatils qui servent notamment de protection indirecte (émission de signaux olfactifs qui attirent les prédateurs des phytophages eux-mêmes tels que les parasitoïdes, les oiseaux insectivores), mais aussi de gènes impliqués dans une protection directe, en inhibant ou en repoussant les agressions ou agresseurs (renforcement des parois, production de métabolites secondaires inappétents ou toxiques et d'inhibiteurs d'enzymes digestives…),. 
Après avoir été longtemps dépendante des pesticides, l’agriculture mondiale est frappée depuis la fin du XXe siècle par un courant qui favorise des pratiques plus durables et plus respectueuses de l’environnement. Dans ce cadre, l’utilisation de micro-organismes ou de molécules élicitrices (éliciteurs ou Stimulateurs de Défense Naturelle (SDN)), capables d’activer au moins l’une des réponses typiques de défense des plantes, et ce sans infection, peut dès lors se révéler être une solution vertueuse pour protéger les plantes efficacement, proprement et durablement contre les stress qu’elles subissent.

## Résistance non spécifique
Les plantes sont des organismes qui ne peuvent échapper aux conditions défavorables de leur environnement. Pour faire face aux stress biotiques (agents pathogènes) et abiotiques (froid, stress hydrique…), des mécanismes de défense sont apparus au cours de l’histoire évolutive des végétaux. Les plantes possèdent ainsi le potentiel naturel pour se défendre contre ces agressions et pour limiter leurs effets délétères. La plante reconnaît l'éliciteur extracellulaire par un processus assez complexe de molécule à la surface de contact avec le pathogène et synthétise des substances dites de défense peu spécifique, correspondant à une réponse immédiate à large spectre. Ce premier niveau de défenses induites, nommé résistance basale ou résistance non hôte, correspond à l'immunité innée chez les plantes.

## Résistance spécifique
Face à la reconnaissance d'éliciteurs intracellulaires (effecteurs ou facteurs de virulence introduits par le pathogène au sein même de la cellule végétale), la plante met en place un système défensif différé appelé « gène pour gène » (à chaque gène d'avirulence du pathogène codant une protéine se comportant comme un facteur de virulence, correspond une protéine de résistance codée par un gène de résistance de la plante). Un effecteur peut agir de deux façons sur la plante. Soit il induit la production de molécules activant une voie de défense, antagoniste de celle efficace contre le pathogène, soit il arrête la production d'une molécule de défense de la plante. À son tour, la plante développe une résistance spécifique qui amplifie et accélère la première défense. Cette résistance systémique acquise implique des voies de signalisation cellulaire induites par ces éliciteurs, aboutissant à l'induction transcriptionnelle d'une multitude de gènes défensifs souvent communs au règne animal et végétal. Cette résistance s'accompagne le plus souvent d'une mort des cellules végétales par apoptose ou nécrose au niveau du site d'infection : c'est la réponse hypersensible.

## Phytostimulants et éliciteurs pour végétaux
Les éliciteurs peuvent être utilisés en tant que produits phytosanitaires d’origine naturelle pour protéger les plantes cultivées contre certaines maladies. Le premier produit développé dans les années 1980 et revendiquant un mode d’action phytostimulant basé sur l'effet SDN est l'acibenzolar-S-méthyl commercialisé par Syngenta aux États-Unis.